# 석포항 (거제시)
석포항은 경상남도 거제시 하청면 석포리에 있는 어항이다. 2003년 2월 3일 어촌정주어항으로 지정하여 관리하고 있다. 시설관리자는 거제시장이다.

## 어항 연혁
- 영조(英祖) 45年(1769) 내가이방(內加耳坊)에 속하였으며 고종(高宗) 26年(1889) 석포리(石浦里)가 되어 오늘에 이르고 앵산(鶯山)밑 서쪽에 위치하여 지형이 가파르고 돌이 많은 갯마을이라 석포(石浦) 또는 돌개라 하였다.

## 어항 구역
- 수역: 미지정(거제시 하청면 석포리 358-8번지 수역)
- 육역: 미지정

## 어항 시설
- 물양장, 선착장

## 주요 어종
- 도다리, 노래미, 홍합 등